# Tribeca Film Festival

Das Logo des Tribeca Film Festivals

Das Tribeca Film Festival ist ein Filmfestival, welches 2002 von dem Schauspieler Robert De Niro und der Produzentin Jane Rosenthal in New York City ins Leben gerufen wurde. 2021 wurde der Titel zu Tribeca Festival verkürzt, womit deutlich gemacht wurde, dass neben Filmen weitere Medien präsentiert werden.

## Hintergrund
Mit dem Festival sollte das Viertel Tribeca in der Nähe des World Trade Centers mit neuem Leben gefüllt werden.
Neben einem Hauptwettbewerb, dem internationalen Spielfilmwettbewerb, gibt es noch Gewinnkategorien in nationalen Spielfilmwettbewerben, den Bereichen Dokumentarfilm, Kurzfilm und dem Nora-Ephron-Preis. Daneben bietet das Festival ein Forum für Erstaufführungen.
Unter den bisherigen Preisträgern finden sich auch deutsche Schauspieler wie Sibel Kekilli (Beste Schauspielerin 2010) oder Jürgen Vogel (Bester Schauspieler 2006).

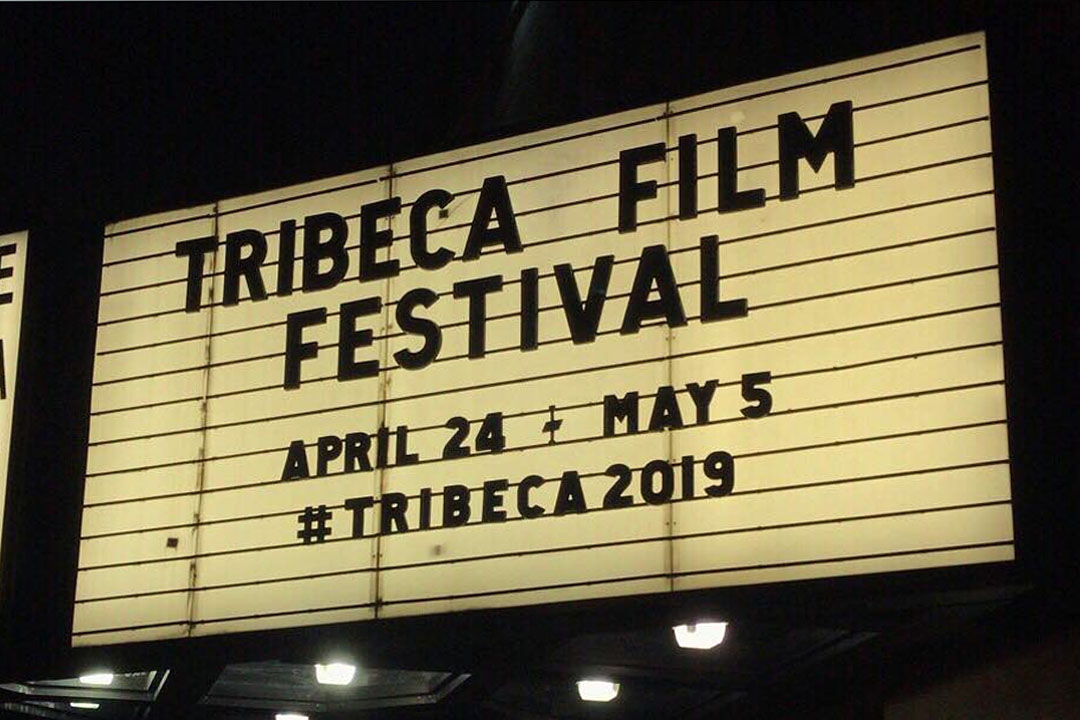
Das Tribeca Film Festival

Das rasant wachsende Festival war im Jahr 2006 vom Umfang her bereits größer als das 1978 von Robert Redford gegründete Sundance Film Festival.
Die für den vom 15. April 2020 bis 26. April 2020 geplante 19. Ausgabe wurde wegen der COVID-19-Pandemie erst auf unbestimmte Zeit verschoben, später dann, ab dem 29. Mai 2020 als Online Film Festival in Zusammenarbeit mit YouTube durchgeführt.

## Preisträger des internationalen Spielfilmwettbewerbs

### Bester Film
- 2002: Sex für Anfänger (Roger Dodger) – Regie: Dylan Kidd
- 2003: Blind Shaft – Regie: Li Yang
- 2004: Green Hat – Regie: Liu Fendou
- 2005: Stolen Life – Regie: Li Shaohong
- 2006: Vom Feuer erleuchtet (Iluminados por el fuego) – Regie: Tristán Bauer
- 2007: My Father My Lord – Regie: David Volach
- 2008: So finster die Nacht (Låt den rätte komma in) – Regie: Tomas Alfredson
- 2009: Alles über Elly (Darbāre-ye Elī) – Regie: Asghar Farhadi
- 2010: Die Fremde – Regie: Feo Aladag
- 2011: Apflickorna – Regie: Lisa Aschan
- 2012: Die Rebellin (Rebelle / War Witch) – Regie: Kum Nguyen
- 2013: The Rocket – Regie: Kim Mordaunt
- 2014: Null Motivation – Willkommen in der Armee! (Efes beyahasei enosh) – Regie: Talya Lavie
- 2015: Virgin Mountain (Fúsi) – Regie: Dagur Kári
- 2016: Junction 48 – Regie: Udi Aloni
- 2017: Son of Sofia (O gios tis Sofias) – Regie: Elina Psykou
- 2018: Smuggling Hendrix – Regie: Marios Piperides
- 2019: House of Hummingbird – Regie: Kim Bo-ra
- 2020: The Hater – Regie: Jan Komasa
- 2021: Brighton 4th – Regie: Lewan Koghuaschwili
- 2022: January (Janvaris) – Regie: Viesturs Kairišs[5]

### Bester Regisseur
- 2002: Eric Eason für Manito
- 2003: Valeria Bruni Tedeschi für Eher geht ein Kamel durchs Nadelöhr … (Il est plus facile pour un chameau … )
- 2004: Liu Fendou für Green Hat
- 2005: Alicia Scherson für Play
- 2006: Marwan Hamed für The Yacoubian Building
- 2007: Enrique Begne für Two Embraces
- 2008: Hüseyin Karabey für My Marlon and Brando
- 2009: Rune Denstad Langlo für North
- 2010: Kim Chapiron für Dog Pound
- 2011: Park Jung-bum für The Journals of Musan
- 2012: Lucy Mulloy für Una Noche – Eine Nacht in Havanna
- 2013: Emanuel Hoss-Desmarais für Whitewash
- 2014: Josef Wladyka für Manos Sucias
- 2015: Zachary Treitz für Men Go to Battle
- 2017: Rachel Israel für Keep in Change
- 2019: Ellen Fiske und Ellinor Hallin für Lasst die freien Vögel fliegen (Scheme Birds)
- 2020: Gaspar Antillo für Nobody Knows I’m Here
- 2021: Nana Mensah für Queen of Glory
- 2022: Michelle Garza Cervera für Die Knochenfrau[5]

### Bester Schauspieler
- 2003: Igor Bares in Výlet und Ohad Knoller in Yossi & Jagger
- 2004: Ian Hart in Blind Flight
- 2005: Cees Geel in Simon
- 2006: Jürgen Vogel in Der freie Wille
- 2007: Lofti Ebdelli in Making Of. (Akher film)
- 2008: Thomas Turgoose und Piotr Jagiello für ihre Rollen in Somers Town
- 2009: Ciarán Hinds in The Eclipse
- 2010: Éric Elmosnino in Gainsbourg – Der Mann, der die Frauen liebte
- 2011: Ramadhan Bizimana in Grey Matter
- 2012: Dariel Arrechada und Javier Nuñez Florian in Una Noche – Eine Nacht in Havanna
- 2013: Sitthiphon Disamoe in The Rocket
- 2014: Paul Schneider in Strich drunter
- 2015: Gunnar Jónsson in Virgin Mountain
- 2017: Guillermo Pfening in Nobody's Watching
- 2018: Rasmus Bruun in The Saint Bernard Syndicate
- 2019: Ali Atay in Noah Land
- 2020: Noé Hernández in Kokoloko
- 2021: Lewan Koghuaschwili in Brighton 4th
- 2022[6]

### Beste Schauspielerin
- 2003: Valeria Bruni Tedeschi in Eher geht ein Kamel durchs Nadelöhr … (Il est plus facile pour un chameau … )
- 2004: Fernanda Montenegro in Im Haus gegenüber (O Outro Lado da Rua)
- 2005: Felicity Huffman in Transamerica
- 2006: Eva Holubová in Holiday Makers
- 2007: Marina Hands in Lady Chatterley
- 2008: Eileen Walsh in Eden
- 2009: Zoe Kazan in The Exploding Girl
- 2010: Sibel Kekilli in Die Fremde
- 2011: Carice van Houten in Black Butterflies
- 2012: Rachel Mwanza in Die Rebellin (Rebelle / War Witch)
- 2013: Veerle Baetens in The Broken Circle
- 2014: Valeria Bruni Tedeschi in Die süße Gier
- 2015: Hannah Murray in Dorf der verlorenen Jugend
- 2016: Radhika Apte in Madly
- 2017: Marie Leuenberger in Die göttliche Ordnung
- 2018: Joy Rieger für Virgins
- 2019: Ji-hu Park in House of Hummingbird
- 2020: Shira Haas in Asia
- 2021: Bassant Ahmed und Basmala Elghaiesh in Souad
- 2022: Dorota Pomykała in Woman on a Roof[6][5]

## Preisträger des nationalen Spielfilmwettbewerbs (seit 2016)

### Bester Film
- 2016: Dean – Regie: Demetri Martin
- 2017: Keep the Change – Regie: Rachel Israel
- 2018: Diane – Regie: Kent Jones
- 2019: Burning Cane – Regie: Phillip Youmans
- 2020: Nur die halbe Geschichte – Regie: Alice Wu
- 2021: Die Novizin – Regie: Lauren Hadaway
- 2022: Good Girl Jane – Regie: Sarah Elizabeth Mintz[5]

### Bester Schauspieler
- 2016: Dominic Rains in Burn Country
- 2017: Alessandro Nivola in One Percent More Humid
- 2018: Jeffrey Wright in O.G.
- 2019: Wendell Pierce in Burning Cane
- 2020: Steve Zahn in Cowboys
- 2021: Matthew Leone in God’s Waiting Room
- 2022[6]

### Beste Schauspielerin
- 2016: Mackenzie Davis in Always Shine
- 2017: Nadia Alexander in Blame
- 2018: Alia Shawkat in Duck Butter
- 2019: Haley Bennett in Swallow
- 2020: Assol Abdulina in Materna
- 2021: Isabelle Fuhrman in Die Novizin
- 2022: Rain Spencer in Good Girl Jane[6][5]

## Preisträger des Kurzfilmwettbewerbs (seit 2014)

### Bester erzählender Kurzfilm
- 2014: The Phone Call – Regie Mat Kirkby
- 2015: Kuuntele – Regie Hamy Ramezan und Rungano Nyoni
- 2022: Night Ride (Nattrikken) – Regie Eirik Tveiten[5]

### Bester Dokumentar-Kurzfilm
- 2014: One Year Lease – Regie Brian Bolster
- 2015: Body Team 12 – Regie David Darg
- 2022: Heart Valley – Regie Christian Cargill[5]

## Nora Ephron Preis (seit 2013)
- 2013: Meera Menon für Farah Goes Bang
- 2014: Talya Lavie für Zero Motivation
- 2015: Laura Bispuri für Sworn Virgin
- 2016: Rachel Tunnard für Adult Life Skills
- 2017: Petra Volpe für Die göttliche Ordnung
- 2018: Nia DaCosta für Little Woods
- 2019: Rania Attieh für Initials S.G.
- 2020: Ruthie Pribar für Asia
- 2021: Chanel James (Regie), Taylor Garron (Regie), Ashley Edouard (Produzent) für As of Yet
- 2022: Michelle Garza Cervera für Die Knochenfrau[5]